# إيلاريا سبادا
إيلاريا سبادا (بالإيطالية: Ilaria Spada)‏ هي مقدمة تلفزيونية وممثلة إيطالية، ولدت في 27 فبراير 1981 بلاتينا في إيطاليا.

## وصلات خارجية
- إيلاريا سبادا على موقع IMDb (الإنجليزية)
- إيلاريا سبادا على موقع روتن توميتوز (الإنجليزية)
- إيلاريا سبادا على موقع ألو سيني (الفرنسية)
- إيلاريا سبادا على موقع قاعدة بيانات الفيلم (الإنجليزية)
- إيلاريا سبادا على موقع كينوبويسك (الروسية)